# Saint-Hilaire-la-Gérard
Saint-Hilaire-la-Gérard – miejscowość i dawna gmina we Francji, w regionie Normandia, w departamencie Orne. W 2016 roku populacja ówczesnej gminy wynosiła 148 mieszkańców. 
Dnia 1 stycznia 2019 roku połączono dwie wcześniejsze gminy: Saint-Hilaire-la-Gérard oraz Mortrée. Siedzibą gminy została miejscowość Mortrée, a nowa gmina przyjęła jej nazwę. 